# Cantone di Châtelaillon-Plage
Il Cantone di Châtelaillon-Plage è una divisione amministrativa dell'arrondissement di Rochefort e dell'arrondissement di La Rochelle.
È stato costituito a seguito della riforma approvata con decreto del 27 febbraio 2014, che ha avuto attuazione dopo le elezioni dipartimentali del 2015.

## Composizione
Comprende gli 8 comuni di:
- Angoulins
- Châtelaillon-Plage
- Fouras
- Île-d'Aix
- Saint-Laurent-de-la-Prée
- Saint-Vivien
- Salles-sur-Mer
- Yves